# متحف قمة المدينة
متحف قمة المدينة أحد المتاحف الخاصة بالمدينة المنورة.

## الموقع
يقع المتحف في المدينة المنورة في حي العزيزية قرب قاعة قمة المدينة للاحتفالات٬ في مكان فسيح يصله الزائر بيسر وسهولة. قام ونشأ المتحف بجهود فردية من مالكه سلامة رشدان الجهني.

## التاريخ
تم تأسيسه عام 1422 هـ الموافق 2001م٬ وكان قبل ذلك في منزله. ولم تبخل وكالة الآثار والمتاحف التابعة لوزارة التربية والتعليم (سابقا) بالمساعدة له٬ تشجيعًا على محافظته على التراث الشعبي٬ وأرسلت المتخصصين ليقدموا له المشورة والنصح في طريقة العرض وفي أعمال الصيانة والترميم. وقام الأمير مقرن بن عبد العزيز آل سعود بافتتاح المتحف الذي يشغل مساحة قدرها 1800 متر مربع.

## المقتنيات
يضم المتحف نحو 14.000 قطعة تراثية شعبية قديمة٬ وزعت على عدد من الأقسام٬ كل قسم على حدة٬ على النحو الآتي:
قسم الأسلحة، قسم السيوف القديمة، قسم المخطوطات، قسم الأواني المنزلية، قسم الصوتيات السمعية، قسم أدوات الأكل القديمة، قسم الملابس القديم، سم الفضيات، قسم خاص بالمحنطات، قسم المصنوعات الخشبية، قسم الاتصالات، قسم المراسلات القديمة والخط القديم، قسم العملات النقدية، قسم الوثائق النادرة والمخطوطة، الأقفال القديمة والأبواب، قسم الخزف القديم،
ويحوي المتحف بعض القطع التراثية النادرة٬ من أهمها:
- آنية لحمل الطعام يعود تاريخها إلى عام 26 هـ الموافق 647م٬ وأخرى تعود إلى عام 38 هـ الموافق 658م.
- درهم أموي من الفضة يعود إلى عام 91 هـ الموافق 710م.
- مجموعة من الأقفال النادرة يعود تاريخها إلى القرن السادس الهجري.
- مجموعة من السيوف يعود تاريخها إلى نحو عام 873 هـ الموافق 1468م٬ ومنها سيوف مذهبة يعود تاريخها إلى عام 1373 هـ الموافق 1954م.